# 松江地方裁判所
松江地方裁判所（まつえちほうさいばんしょ）は、島根県松江市にある日本の地方裁判所の一つで、島根県を管轄している。略称は、松江地裁（まつえちさい）。
島根県を管轄しており、松江地方裁判所には松江市に置かれている本庁のほか、出雲市、浜田市、益田市、西郷（隠岐郡隠岐の島町）の3市1町に地方裁判所と家庭裁判所の支部を設置している。また、雲南市、川本（邑智郡川本町）の2箇所には家庭裁判所の出張所を設置している他、前述の7箇所に簡易裁判所が設置されている。
なお、松江、西郷の2つの検察審査会も設置されている。

## 所在地
- 本庁（松江簡易裁判所併設）：島根県松江市母衣町68　北緯35度28分24.3秒 東経133度3分21.9秒 / 北緯35.473417度 東経133.056083度
JR山陰線 松江駅 1番のりばから松江市営バス｢北循環線外回り｣，2番のりばから｢大学・川津行き｣，3番のりばから｢松江しんじ湖温泉行き｣に乗車し，｢県民会館前｣停留所で下車 徒歩3分
松江駅 2番のりばから一畑バス｢美保関ターミナル行き｣，｢マリンゲートしまね行き｣に乗車し，｢裁判所前｣停留所で下車
一畑電車北松江線 松江しんじ湖温泉駅 2番のりばから一畑バス｢玉造温泉行き｣，｢大東行き｣，3番のりばから一畑バス｢大庭・八雲行き｣に乗車し，｢県民会館前｣停留所で下車 徒歩3分
- 出雲支部（出雲簡易裁判所併設）：島根県出雲市今市町797-2　北緯35度21分52.9秒 東経132度45分11.7秒 / 北緯35.364694度 東経132.753250度
JR山陰線 出雲市駅 徒歩10分
- 浜田支部（浜田簡易裁判所併設）：島根県浜田市殿町980　北緯34度54分1秒 東経132度4分49.7秒 / 北緯34.90028度 東経132.080472度
JR山陰線 浜田駅から市役所方面(栄町，合庁経由)行きバス乗車 ｢浜田市役所前｣停留所下車すぐ
- 益田支部（益田簡易裁判所併設）：島根県益田市幸町6-60　北緯34度40分19.1秒 東経131度51分16秒 / 北緯34.671972度 東経131.85444度
JR山陰線, 山口線 益田駅から医光寺行きバス乗車｢幸町｣停留所下車 徒歩3分，｢裁判所前」停留所下車　徒歩1分
- 西郷支部（西郷簡易裁判所併設）：島根県隠岐郡隠岐の島町港町指向5-1　北緯36度12分17.3秒 東経133度19分42.7秒 / 北緯36.204806度 東経133.328528度
西郷港から西へ徒歩15分

## 管轄
本庁
- 松江市・安来市・雲南市・仁多郡奥出雲町・飯石郡飯南町
  - 松江簡易裁判所：松江市・安来市
  - 雲南簡易裁判所：雲南市・仁多郡・飯石郡

出雲支部
- 出雲市・大田市
  - 出雲簡易裁判所：同上

浜田支部
- 浜田市・江津市・邑智郡（川本町・美郷町・邑南町）
  - 浜田簡易裁判所：浜田市・江津市
  - 川本簡易裁判所：邑智郡

益田支部
- 益田市・鹿足郡（津和野町・吉賀町）
  - 益田簡易裁判所：同上

西郷支部
- 隠岐郡（海士町・西ノ島町・知夫村・隠岐の島町）
  - 西郷簡易裁判所・同上

※ただし、裁判員の参加する刑事裁判、行政事件、合議事件、少年事件と出雲支部管内の執行事件（不動産競売、債権、財産開示）は本庁で、益田支部管内の執行事件（不動産競売、債権、財産開示）は浜田支部でそれぞれ取り扱う。

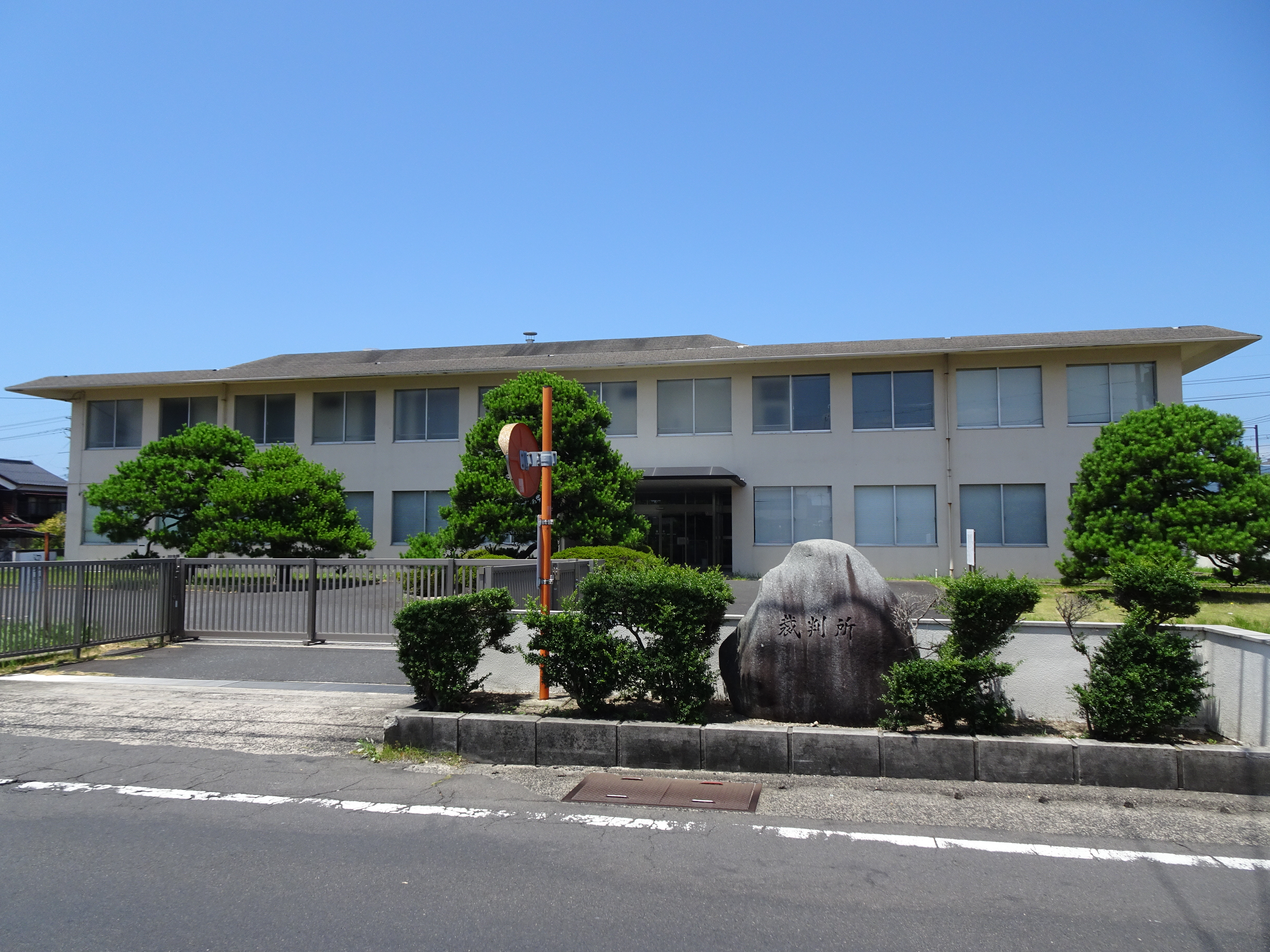
出雲支部

## 歴代所長
（カッコ内は異動先） 松江家庭裁判所長と兼務
- 八束和廣（1999年 - 2001年  福岡高等裁判所部総括判事）
- 横田勝年（2001年3月 - 2002年4月30日 大阪高等裁判所部総括判事）
- 平弘行（2003年4月1日 - 2004年5月 依願退官）
- 島田清次郎（2004年5月 - 2005年8月 大阪高等裁判所部総括判事）
- 西島幸夫（2005年8月 - 2007年11月 名古屋高等裁判所部総括判事）
- 岩田好二（2007年11月 - 2009年3月31日 大阪高等裁判所部総括判事）
- 谷口幸博（2009年4月1日 - 2010年9月 神戸家庭裁判所長）
- 古田浩（2010年9月 - 2012年9月 福岡高等裁判所部総括判事）
- 山﨑和信（2012年9月 - 2014年7月 定年退官）
- 稲葉重子（2014年8月 - 2015年11月 奈良地方・家庭裁判所長）
- 増田耕兒（2015年 - 2017年 大阪高等裁判所部総括判事）
- 木納敏和（2017年6月 - 2018年11月 大阪高等裁判所部総括判事）
- 横溝邦彦（2018年11月 - 2020年1月 広島高等裁判所部総括判事[1]）
- 中垣内健治（2020年1月 - 2021年7月 大阪高等裁判所部総括判事[2]）
- 西田隆裕（2021年7月 - 2022年8月 大津地方・家庭裁判所長[3]）
- 松井千鶴子（2022年8月[4] - 2024年6月 定年退官）
- 西村欣也（2024年6月 -  ）

## 主な出来事
- 1948年（昭和23年）10月20日 - 政令201号違反で起訴された者の釈放を求めて約300人が裁判所前に押しかけた[5]。